# Cima CAI
Die Cima CAI ist ein 1245 m hoher Berg im westantarktischen Ellsworthland. In der Heritage Range des Ellsworthgebirges ragt er 5 km südsüdöstlich des Gliozzi Peak am Nordrand des Horseshoe Valley auf.
Italienische Wissenschaftler benannten ihn 2002 dem Akronym für den Club Alpino Italiano, der 1997 eine Expedition ins Ellsworthgebirge organisiert hatte.